# Cannondale
Cannondale Bicycle Corporation je ameriški proizvajalec koles s sedežem v Wiltonu, zvezna država Connecticut. Podjetje je podružnica od kanadskega Dorel Industries. Cannondale so leta 1971 ustanovili Joe Montgomery, Jim Catrambone in Ron Davis. 